# Aéroport international de Cruzeiro do Sul
Pour les articles homonymes, voir CZS.
L'aéroport international Cruzeiro do Sul (code IATA : CZS • code OACI : SBCZ) est l'aéroport desservant la ville de Cruzeiro do Sul au Brésil. Il constitue l'aéroport international situé le plus à l'ouest du Brésil.  
Il est exploité par Infraero.

## Historique
L'aéroport a été inauguré le 28 octobre 1970.

## Situation
| \| 200 km1:42 212 000 \| São Paulo-Guarulhos São Paulo-Congonhas Brasília Rio-Galeão Belo Horizonte Campinas Rio-Santos-Dumont Recife Porto Alegre Salvador Fortaleza Curitiba Florianópolis Belém Vitória Goiânia Manaus Navegantes |
| 200 km1:42 212 000 |

## Compagnies aériennes et destinations
| Compagnies   | Destinations                                      |
| ------------ | ------------------------------------------------- |
| Gol Airlines | Brasília, Manaus, Rio Branco, São Paulo-Guarulhos |

## Accidents et incidents
- 22 juin 1992 : un Boeing 737-2A1C (enregistrement PP-SND) au départ de Rio Branco et à destination de Cruzeiro do Sul s'est écrasé dans la jungle lors des procédures d'arrivée à Cruzeiro do Sul. L'équipage, constitué de 2 personnes, et un passager, n'ont pas survécu[1].
- 29 octobre 2009 : un  Cessna 208 Caravan des Forces Aériennes Brésiliennes (enregistrement FAB-2725) en provenance de Cruzeiro do Sul et à destination de Tabatinga fait un atterrissage d'urgence sur une rivière, en raison d'une panne de moteur. Sur les 11 occupants, un passager et un membre de l'équipage décèdent[2].

## Accès

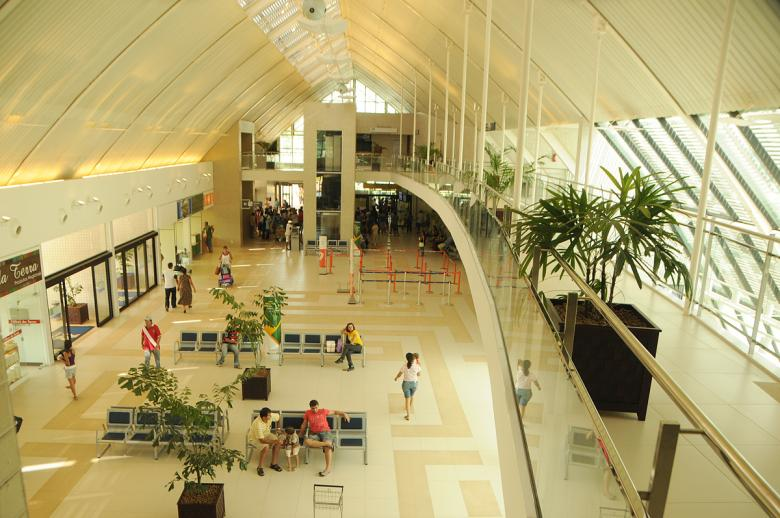
À l'intérieur du terminal de l'aéroport.

L'aéroport est situé à 14 km du centre-ville de Cruzeiro do Sul.